# Zmarli w marcu 2018

## Marzec 2018
- 31 marca
  - Wiesław Baranowski – polski rugbysta i trener[1]
  - Leszek Gadzina – polski animator kultury, działacz społeczny[2]
  - Zdzisław Jaskóła – polski konstruktor, przewodniczący Rady Miejskiej w Katowicach[3]
  - Stanisław Mańkowski – polski inżynier, profesor nauk technicznych, rektor Politechniki Warszawskiej (2002–2005)[4]
  - Jan Siek – polski rzeźbiarz[5]
  - Andrzej Smolarski – polski inżynier, profesor nauk technicznych, członek rzeczywisty PAN, członek czynny PAU[6]
  - Marianna Wesołowska – polska artystka ludowa[7]
- 30 marca
  - Zygmunt Baranek – polski artysta plastyk, grafik, architekt wnętrz, scenograf[8]
  - Aureliano Bolognesi – włoski bokser[9]
  - Pierre Colnard – francuski lekkoatleta, kulomiot[10]
  - Henry Theophilus Howaniec – amerykański duchowny katolicki, biskup[11]
  - Sabahudin Kurt – bośniacki piosenkarz[12]
  - Bo-Boliko Lokonga Mihambo – kongijski (zairski) polityk[13]
  - Bill Maynard – angielski aktor komediowy[14]
  - Keith Murdoch – nowozelandzki rugbysta[15]
  - Katarzyna Olzacka – polska historyczka, regionalistka, działaczka społeczna i oświatowa[16]
  - Sven-Olov Sjödelius – szwedzki kajakarz, medalista olimpijski[17]
  - Piotr Steblin-Kamiński – polski bloger i działacz społeczny[18]
  - Michael Tree – amerykański altowiolista[19]
  - Józef Węgiel – polski żołnierz, major, ostatni weteran bitwy pod Mławą[20]
- 29 marca
  - Corrado Dal Fabbro – włoski bobsleista[21]
  - Mariusz Markiewicz – polski historyk[22]
  - Emiliano Mondonico – włoski trener piłki nożnej[23]
  - Zbigniew Puzewicz – polski inżynier[24]
  - Anita Shreve – amerykańska pisarka[25][26]
  - Rusty Staub – amerykański baseballista[27]
  - Tadeusz Witczak – polski historyk literatury i bibliograf[28]
- 28 marca
  - Oleg Anofrijew – radziecki i rosyjski aktor[29]
  - Stephan Leibfried – niemiecki socjolog[30]
  - Henryk Lesiak – polski regionalista, publicysta, działacz społeczny i samorządowy[31]
  - Krzysztof Malczewski – polski samorządowiec, wiceburmistrz Czeladzi, starosta będziński (2010–2014)[32]
  - Ewa Matuszewska – polska dziennikarka i pisarka[33]
  - Konstandinos Nikolau – grecki polityk i dziennikarz, parlamentarzysta krajowy i europejski[34]
  - Janina Ptak – polska działaczka oświatowa i harcerska[35]
  - Lívia Rév – węgierska pianistka[36]
  - Heliodor Sawicki – polski duchowny katolicki, kanonik[37]
  - Caleb Scofield – amerykański muzyk rockowy[38]
- 27 marca
  - Stéphane Audran – francuska aktorka[39]
  - Ernst Eisenmayer – austriacki malarz i rzeźbiarz[40]
  - Hugo Garaycoa – peruwiański duchowny katolicki, biskup[41]
  - Maria Gołębiowska – polska pediatra[42][43]
  - Martin Haas – niemiecki prezenter telewizyjny[44]
  - Krzysztof Malczewski – polski samorządowiec, starosta będziński w latach 2010–2014[45]
  - Helmuth Möhwald – niemiecki fizyk i fizykochemik[46]
  - Gernot Piccottini – austriacki archeolog i epigrafik[47]
  - Clément Rosset – francuski filozof[48]
  - Clarissa Slade – brytyjska samorządowiec, najmłodsza radna okręgowa w Wielkiej Brytanii[49]
- 26 marca
  - Fabrizio Frizzi – włoski prezenter telewizyjny i aktor dubbingowy[50]
  - Messias Hollanda – brazylijski piosenkarz i kompozytor[51]
  - Nikolai Kaufman – bułgarski etnomuzykolog, folklorysta i kompozytor[52]
  - Siergiej Mawrodi – rosyjski przedsiębiorca, twórca piramidy finansowej MMM[53]
  - António dos Santos – portugalski duchowny katolicki, biskup[54]
- 25 marca
  - Zofia Barczyk – polska działaczka polonijna[55]
  - André Bourbeau – kanadyjski (quebecki) polityk, deputowany i notariusz[56]
  - Linda Brown – amerykańska działaczka społeczna[57]
  - Edwin Carr – australijski lekkoatleta, sprinter[58]
  - Vicente Ramón Hernández Peña – wenezuelski duchowny katolicki, biskup[59]
  - Anna Kopeć – polska chłopka, która uratowała żydowską rodzinę w czasie II wojny światowej, Sprawiedliwa wśród Narodów Świata[60]
  - Seo Min-woo – południowokoreański piosenkarz, aktor[61]
  - Ulrich Schröder – niemiecki prawnik i bankowiec[62]
  - Ryszard Szociński – polski literat, dziennikarz[63]
  - Zdzisław Targosiński – polski uczestnik II wojny światowej, kawaler orderów[64]
  - Nicolae Tilihoi – rumuński piłkarz[65]
  - Dagfinn Vårvik – norweski polityk, minister finansów oraz minister spraw zagranicznych[66]
  - Krzysztof Wałczyk – polski duchowny katolicki, doktor nauk teologicznych, jezuita, działacz mniejszości niemieckiej[67]
- 24 marca
  - José Antonio Abreu – wenezuelski ekonomista, dyrygent, pianista, aktywista, polityk[68]
  - Lys Assia – szwajcarska piosenkarka, zwyciężczyni 1. Konkursu Piosenki Eurowizji w 1956[69]
  - Rudresh Gowda – indyjski polityk[70]
  - Frank Meisler – izraelski rzeźbiarz, architekt[71]
  - Hidetoshi Nasagawa – japoński rzeźbiarz[72]
  - Jaakko Pakkasvirta – fiński reżyser i scenarzysta filmowy[73]
  - Arthur Tafoya – amerykański duchowny katolicki, biskup[74]
  - Romuald Witkowski – polski samorządowiec narodowości litewskiej, wicestarosta sejneński, działacz społeczny[75]
- 23 marca
  - Lino Belotti – włoski duchowny katolicki, biskup[76]
  - DuShon Monique Brown – amerykańska aktorka[77]
  - Debbie Lee Carrington – amerykańska aktorka[78]
  - Philip Kerr – brytyjski pisarz[79]
  - Zell Miller – amerykański polityk[80]
  - Alberto Ongaro – włoski pisarz i dziennikarz[81]
  - Vladimir Premec – chorwacki filozof[82]
  - Zygmunt Rytka – polski artysta intermedialny, fotograf[83]
  - Stefan Szramel – polski aktor[84]
  - Delores Taylor – amerykańska aktorka[85]
  - Henryk Wardach – polski koszykarz[86]
- 22 marca
  - Marcin Barlik – polski naukowiec, prof. zw. dr hab. inż. nauk technicznych[87]
  - Witold Bień – polski ekonomista, polityk, bankowiec, profesor Szkoły Głównej Handlowej w Warszawie[88]
  - Alojzy Burnicki – polski astronom, pracownik Centrum Astronomii Uniwersytetu Mikołaja Kopernika w Toruniu[89]
  - Henryk Chmielewski – polski lekarz neurolog, profesor nauk medycznych, generał brygady Wojska Polskiego, poseł na Sejm X kadencji[90]
  - Wiesława Grochola – polska dziennikarka[91]
  - Morgana King – amerykańska piosenkarka jazzowa i aktorka[92]
  - René Houseman – argentyński piłkarz[93]
  - Johan van Hulst – holenderski pedagog i polityk, wyróżniony tytułem Sprawiedliwy wśród Narodów Świata[94]
  - Bill Lucas – brytyjski pilot wojskowy, biegacz długodystansowy, stulatek[95][96]
  - Dariush Shayegan – irański filozof, teoretyk kultury[97]
  - Mely Tagasa – filipińska aktorka[98]
- 21 marca
  - Frank Gaylord – amerykański rzeźbiarz[99]
  - Ulrica Hydman Vallien – szwedzka artystka plastyk[100]
  - Gojko Kastratović – czarnogórski reżyser i producent filmowy[101]
  - Rolf Leeser – holenderski piłkarz i projektant mody[102]
  - Piotr Niewiarowski – polski inżynier, promotor i animator kultury, w latach 1981–1991 manager zespołu Lombard, następnie Małgorzaty Ostrowskiej[103]
  - Martha Wallner – austriacka aktorka[104]
  - Edward Wójcicki – pułkownik Wojska Polskiego[105]
- 20 marca
  - Dilbar Abdurahmonova – uzbecka dyrygentka[potrzebny przypis]
  - Katie Boyle – brytyjska aktorka, pochodzenia włoskiego[106]
  - Dejan Bravničar – słoweński skrzypek[107]
  - João Calvão da Silva – portugalski polityk[108]
  - Paul Cram – kanadyjski saksofonista, klarnecista, aranżer i kompozytor jazzowy[109]
  - Bohdan Draganik – polski naukowiec, dyrektor Morskiego Instytutu Rybackiego w Gdyni w latach 1979–1984[110]
  - Wiktor Jerin – rosyjski generał i polityk[111]
  - Jerzy Kisson-Jaszczyński – polski pisarz, dziennikarz i socjolog kultury[112]
  - Dylan Mika – nowozelandzki rugbysta[113]
  - Stanisław Pytko – polski tribolog, profesor[114][115]
  - Maqbool Sahil – indyjski pisarz i dziennikarz[116]
  - Ayaz Soomro – pakistański polityk[117]
  - Jurij Szatałow – radziecki hokeista[118]
- 19 marca
  - Julio Garret Ayllón – boliwijski polityk i dyplomata[119]
  - Władysław Bąbik – polski uczestnik II wojny światowej, kawaler orderów[120]
  - Irina Bieglakowa – radziecka dyskobolka, medalistka olimpijska[121]
  - Indus Giliazow – rosyjski poeta, pochodzenia tatarskiego[122]
  - Irwin Hoffman, amerykański dyrygent[123]
  - Wacław Jarmołowicz – polski ekonomista, prof. dr hab.[124][125]
  - Wacław Kapusto – polski fotograf, żołnierz Armii Krajowej[126]
  - Jerzy Kozeński – polski historyk, prof. dr hab. [127]
  - Jürg Laederach – szwajcarski pisarz[128]
  - George Meek – szkocki piłkarz[129]
  - Keith O’Brien – szkocki duchowny katolicki, kardynał[130][131]
  - Wiktor Sigalin – polski architekt[132][133]
  - Kedarnath Singh – indyjski poeta[134]
  - Jan Stępień – polski duchowny katolicki, prałat[135]
  - Boris Szustrow – rosyjski pisarz i scenarzysta filmowy[136]
  - Małgorzata Zuzaniuk – polska przedsiębiorczyni, założycielka i prezes Stowarzyszenia Kupców i Przedsiębiorców Polskich „Razem”[137]
  - Józef Żurek – polski uczestnik drugiej wojny światowej[138]
- 18 marca
  - Barkat Gourad Hamadou – dżibutyjski polityk, premier w latach 1978–2001[139]
  - Cloria Brown – amerykańska polityk[140]
  - Tomasz Chada – polski raper[141]
  - Hasan Celal Güzel – turecki polityk i dziennikarz[142]
  - Michal Horský – słowacki polityk i politolog[143]
  - Killjoy – amerykański wokalista rockowy, muzyk zespołu Necrophagia[144]
  - Li Ao – tajwański pisarz, eseista, satyryk, polityk[145]
  - Wojciech Militz – polski działacz kombatancki, uczestnik powstania warszawskiego, kawaler orderów[146]
  - Gieorgij Mosołow – radziecki pilot doświadczalny[147]
  - Ivor Richard – brytyjski polityk[148]
  - Michael Rutschky – niemiecki pisarz[149]
- 17 marca
  - Yann Arnaud – francuski artysta cyrkowy[150]
  - Nicholas Edwards – brytyjski polityk[151]
  - Geneviève Fontanel – francuska aktorka[152]
  - Benny Fredriksson – szwedzki aktor i reżyser[153]
  - Zdzisław Jałowiecki – polski żużlowiec, trener, działacz sportowy[154]
  - Mike MacDonald – kanadyjski aktor i artysta kabaretowy[155]
  - Janusz Macierzyński – polski samorządowiec i działacz oświatowy, były wiceburmistrz Opoczna[156]
  - Zdeněk Mahler – czeski pedagog, pisarz, scenarzysta, publicysta i muzykolog[157]
  - Béla Mélykúti – węgierski lekkoatleta, płotkarz[158]
  - Phan Văn Khải – wietnamski polityk, premier Wietnamu w latach 1997–2006[159]
  - Halina Zdebska-Biziewska – polska działaczka olimpijska[160]
  - Marek Żak – polski fotograf i wydawca[161]
- 16 marca
  - Guy Cury – francuski lekkoatleta, płotkarz[162]
  - Böyükağa Hacıyev – azerski piłkarz, trener[163]
  - Hilary (Szyszkowski) – ukraiński duchowny prawosławny, biskup[164]
  - Otomar Kvěch – czeski kompozytor i pedagog[165]
  - Leszek Makaruk – polski chemik, prof. dr hab. [166]
  - Milán Matos – kubański lekkoatleta, skoczek w dal[167]
  - Buell Neidlinger – amerykański wiolonczelista i kontrabasista[168][169]
  - Ezequiel Orozco – meksykański piłkarz[170]
  - Adrian Lillebekk Ovlien – norweski piłkarz[171]
  - Eduardo Ramos – kubański muzyk[172]
  - Louise Slaughter – amerykańska polityk, członkini Izby Reprezentantów[173]
  - Franciszek Szelwicki – polski polityk i związkowiec, poseł na Sejm III kadencji[174]
  - Raymond Wilson – brytyjski fizyk[175]
- 15 marca
  - Halina Brzozowska – polska lekarka pediatra, dr hab. [176]
  - Ed Charles – amerykański baseballista[177]
  - Franciszek Drączkowski – polski duchowny katolicki, teolog, rektor Wyższego Seminarium Duchownego w Toruniu w latach 1994–1997[178]
  - Michael Getler – amerykański dziennikarz[179]
  - Warren Hawksley – brytyjski polityk[180]
  - Romana Kahl-Stachniewicz – polska ekonomistka, działaczka opozycji demokratycznej w PRL[181]
  - Larry Kwong – kanadyjski hokeista[182]
  - Olga Kuzniecowa – ukraińska aktorka[183]
  - Czesław Leosz – polski prawnik i społecznik OSP[184]
  - Mohamed Sayah – tunezyjski polityk[185]
  - Eugeniusz Zwierzchowski – polski prawnik, profesor nauk prawnych, wykładowca Uniwersytetu Śląskiego i Uniwersytetu w Białymstoku[186][187]
- 14 marca
  - Ewa Bieńkowska – polska prawniczka, wiktymolożka, prof. dr hab.[188]
  - Halit Deringör – turecki piłkarz i trener[189]
  - Emilio Disi – argentyński aktor[190]
  - Vlasta Dvořáčková – czeska poetka i tłumaczka[191]
  - Marielle Franco – brazylijska polityk[192]
  - Rubén Galván – argentyński piłkarz[193]
  - Stephen Hawking – brytyjski astrofizyk, kosmolog, fizyk teoretyk[194]
  - Narendra Jha – indyjski aktor[195]
  - Palle Kjærulff-Schmidt – duński reżyser i scenarzysta filmowy[196]
  - Adrian Lamo – amerykański informatyk, programista, cyberprzestępca[197]
  - Liam O’Flynn – irlandzki muzyk tradycyjny, dudziarz[198]
  - Marian Patoń – polski piłkarz[199][200]
  - Elżbieta Słoboda – polska aktorka[201]
  - Józef Słomski – polski duchowny katolicki, prałat, proboszcz parafii Wniebowzięcia NMP w Kołobrzegu w latach 1972–2008[202]
  - Petar Stipetić – chorwacki generał, b. szef sztabu generalnego[203]
  - Bogumiła Szeląg – polska nauczycielka, dama orderów[204]
  - Wincenty Szmyt – polski duchowny katolicki, kanonik[205]
  - Ljiljana Tošković – ambasador Czarnogóry w Polsce[206]
  - David Wyman – amerykański historyk[207]
- 13 marca
  - Ivano Beggio – włoski przedsiębiorca[208]
  - Thomas Berry Brazelton – amerykański pediatra, publicysta[209]
  - Walter Eichenberg – niemiecki muzyk jazzowy, kompozytor[210]
  - Claudia Fontaine – brytyjska wokalistka rockowa[211]
  - Bebeto de Freitas – brazylijski trener siatkarski[212]
  - Zbigniew Jaskólski – polski fizyk, prof. dr hab. [213]
  - Emily Nasrallah – libańska pisarka[214]
  - Mac McCallion – nowozelandzki rugbysta, trener[215]
  - Jens Nilsson – szwedzki samorządowiec, polityk, eurodeputowany[216]
  - Nora Schimming-Chase – namibijska nauczycielka, dyplomatka, polityk, ambasador[217]
  - Janusz Stępkowski – polski architekt, urbanista, konserwator zabytków[218]
  - Danuta Szlagowska – polska muzykolog, prof. dr hab.[219][220]
  - Barbara Szwarc-Krwawicz – polska okulistka, prof. dr hab. [221]
  - Stanisław Zwierzyński – polski poeta[222]
- 12 marca
  - Miguel Barceló – hiszpański polityk[223]
  - Nokie Edwards – amerykański muzyk rockowy[224]
  - Ken Flach – amerykański tenisista[225]
  - Jean-Paul Fuchs – francuski polityk[226]
  - Oleg Graf – rosyjski aktor[227]
  - Mirosław Kopa – polski żołnierz, oficer Armii Krajowej[228][229]
  - Craig Mack – amerykański raper[230]
  - Rudolf Mang – niemiecki sztangista[231]
  - Charlie Quintana – amerykański perkusista rockowy[232]
  - Christos Simardanis – grecki aktor[233]
  - Stanisław Stupkiewicz – polski chemik, dziennikarz, publicysta i wydawca[234]
  - Oleg Tabakow – rosyjski aktor i reżyser[235][236]
  - Olly Wilson – amerykański kompozytor współczesnej muzyki klasycznej, pianista, kontrabasista i muzykolog[237]
- 11 marca
  - Jerry Anderson – kanadyjski golfista[238]
  - Alba Arnova – włoska aktorka[239]
  - Jean Damascène Bimenyimana – rwandyjski duchowny katolicki, biskup[240]
  - Zbigniew Brożek – polski samorządowiec, działacz sportowy i związkowy, opozycjonista w PRL[241]
  - Ken Dodd – brytyjski aktor komediowy[242]
  - Karl Lehmann – niemiecki duchowny katolicki, kardynał[243]
  - Graziella Mascia – włoska polityk[244]
  - Siegfried Rauch – niemiecki aktor[245]
  - Maria Toczko – polska biochemiczka, prof. dr hab. [246]
  - Edmund Wojnowski – polski polityk i historyk, przewodniczący WRN w Olsztynie (1978–1980), poseł na Sejm VIII kadencji (1980–1985), dyrektor Ośrodka Badań Naukowych im. Wojciecha Kętrzyńskiego w Olsztynie[247]
  - Mario Vegetti – włoski historyk i filozof[248]
  - Svetislav - Pule Vujović – jugosłowiański i czarnogórski dyplomata[249]
- 10 marca
  - Peter Allday – brytyjski lekkoatleta, młociarz[250]
  - Jadwiga Bałtakis – polska psycholog i działaczka społeczna, senator II kadencji[251]
  - Albina Barańska – polska scenografka i dekoratorka wnętrz[252]
  - Hubert de Givenchy – francuski kreator mody[253]
  - Levon Haftvan – irański aktor, pochodzenia ormiańskiego[254]
  - María Orán – hiszpańska śpiewaczka operowa, sopran[255]
  - Ivan Pahernik – chorwacki poeta i satyryk[256]
  - Roch Pedneault – kanadyjski duchowny katolicki, biskup[257]
  - Eduard Sobol – rosyjski tancerz i choreograf[258]
  - Ralf Waldmann – niemiecki motocyklista wyścigowy[259]
  - Wiesław Włoszczyński – polski samorządowiec, prezydent Zamościa (1992–1993)[260]
- 9 marca
  - Anas Galiullin – radziecki aktor[261]
  - Oskar Gröning – niemiecki SS-Unterscharführer z czasów II wojny światowej, zbrodniarz wojenny[262]
  - Jo Min-ki – południowokoreański aktor[263]
  - Jung Jae-sung – południowokoreański badmintonista[264]
  - Patangrao Kadam – indyjski polityk[265]
  - Ewa Jeglińska – polska łączniczka kanałowa AK uczestnicząca w powstaniu warszawskim, dama orderów[266][267]
  - Adam Ostrowski – polski lotnik, uczestnik II wojny światowej, działacz kombatancki[268][269]
  - Sławoj Ostrowski – polski rzeźbiarz, profesor Akademii Sztuk Pięknych w Gdańsku[270]
  - Paulina Radzikowska – polska piłkarka[271]
  - George A. Sinner – amerykański polityk[272]
  - Ion Voinescu – rumuński piłkarz[273]
  - Elías Yanes Álvarez – hiszpański duchowny katolicki, arcybiskup[274]
- 8 marca
  - Bernardo Bernardo – filipiński aktor[275]
  - Wilson Harris – gujański pisarz[276]
  - Józef Herbut – polski duchowny katolicki, filozof, profesor Katolickiego Uniwersytetu Lubelskiego i Uniwersytetu Opolskiego[277]
  - Milko Kelemen – chorwacki kompozytor[278]
  - Urszula Kozłowska – polska pisarka, autorka książek dla dzieci[279]
  - Jan Krupski – polski poeta, taternik, alpinista, instruktor narciarski, ratownik górski i przewodnik tatrzański, uczestnik kampanii wrześniowej[280]
  - Tadeusz Kubiak – polski skrzypek, muzyk ludowy[281]
  - Ewa Kurek – polska mikrobiolog, profesor Uniwersytetu Marii Curie-Skłodowskiej w Lublinie[282]
  - Jerzy Ostoja-Sędzimir – polski chemik, prof. dr hab. inż.[283][284]
  - Wołodymyr Repienko – ukraiński aktor[285]
  - Albin Vidović – chorwacki piłkarz ręczny, medalista olimpijski[286]
  - Kate Wilhelm – amerykańska pisarka sf[287]
  - Ercan Yazgan – turecki aktor[288]
- 7 marca
  - Fortunato Abat – filipiński generał i polityk[289]
  - Reynaldo Bignone – argentyński wojskowy, polityk, prezydent Argentyny w latach 1982–1983[290]
  - Gary Burden – amerykański piosenkarz, laureat nagrody Grammy[291]
  - Yaşar Gaga – turecki piosenkarz i muzyk[292]
  - Andrzej Gruszczyk – polski poeta, twórca i wykonawca piosenki poetyckiej, dyrektor Gorczańskiego Parku Narodowego w latach 1990–2000[293][294][295]
  - Apostolos Lazaris – grecki polityk i ekonomista[296]
  - Danny Lindstrom – kanadyjski pięściarz[297]
  - Helmut Maucher – niemiecki przedsiębiorca[298]
  - Jerzy Milian – polski wibrafonista, kompozytor, aranżer[299]
  - Werner Radspieler – niemiecki duchowny katolicki, biskup[300]
  - Jovan Radulović – serbski pisarz i dramaturg[301]
  - Marian Schmidt – polski fotograf, dr hab.[302]
  - Davor Štambuk – chorwacki karykaturzysta[303]
  - Charles Thone – amerykański prawnik, polityk[304]
  - Henryk Żyto – polski żużlowiec, trener[305]
- 6 marca
  - Lucie Brock-Broido – amerykańska poetka[306]
  - Paul Bùi Văn Đọc – wietnamski duchowny katolicki, biskup[307]
  - Piotr Janczerski – polski wokalista i autor tekstów piosenek, także aktor, scenarzysta i reżyser[308]
  - Władimir Jeremiejew – rosyjski generał-major[309]
  - Peter Nicholls – australijski pisarz, badacz i krytyk literatury[310]
  - Francis Piasecki – francuski piłkarz[311]
  - Ferdousi Priyabhashini – bangladeska rzeźbiarka[312]
  - Jeff St John – australijski muzyk[313]
  - Shammi – indyjska aktorka[314][315]
  - John Sulston – brytyjski biochemik, laureat Nagrody Nobla[316]
  - Boris Worobjow – rosyjski pisarz[317]
  - Witalij Zub – ukraiński piłkarz i trener[318]
- 5 marca
  - Trevor Baylis – brytyjski wynalazca[319]
  - Aleksandr Bortnik – rosyjski rzeźbiarz[320]
  - Tomas Aguon Camacho – północnomariański duchowny katolicki, biskup[321]
  - Kjerstin Dellert – szwedzka śpiewaczka operowa, kierownik teatralna[322]
  - Abdulla Grimci – albański kompozytor[323]
  - André Labarthe – francuski aktor i reżyser filmowy[324]
  - Romuald Odoj – polski archeolog i muzealnik, dyrektor Muzeum Bitwy pod Grunwaldem[325]
  - Jam Saqi – pakistański polityk[326]
  - Hayden White – amerykański historyk[327]
  - Jerzy Zawieska – polski inżynier, żołnierz podziemia niepodległościowego w czasie II wojny światowej[328]
- 4 marca
  - Trude Ackermann – austriacka aktorka[329]
  - Davide Astori – włoski piłkarz[330]
  - Jan Jasiewicz – polski specjalista w dziedzinie gospodarki energetycznej, maszyn i urządzeń energetycznych, dr hab. inż.[331][332]
  - Ewa Józefczyk – polska aktorka[333]
  - James Luna – amerykański artysta performatywny[334]
  - Zdzisław Łojewski – polski architekt[335]
  - Carmel McSharry – irlandzka aktorka[336]
  - Russell Solomon – amerykański przedsiębiorca i kolekcjoner sztuki, założyciel światowego imperium sklepów muzycznych Tower Records[337]
  - Grażyna Staniszewska – polska aktorka[338]
  - Wiktor Sumiński – polski żołnierz podziemia niepodległościowego w czasie II wojny światowej oraz powojennego podziemia antykomunistycznego[339][340]
  - José Triana – kubański poeta i dramaturg[341]
- 3 marca
  - Roger Bannister – angielski lekkoatleta specjalizujący się w biegach średniodystansowych, neurolog[342]
  - Tônia Carrero – brazylijska aktorka[343]
  - Renzo Franzo – włoski polityk[344]
  - Vanessa Goodwin – australijska polityk[345][346]
  - Sabit Hadžić – bośniacki koszykarz[347]
  - Emma Hannigan – irlandzka pisarka[348]
  - Billy Herrington – amerykański kulturysta, aktor pornograficzny[349]
  - Virgilijus Noreika – litewski śpiewak operowy (tenor)[350]
  - David Ogden Stiers – amerykański aktor[351]
  - Marian Podgóreczny – polski żołnierz podziemia niepodległościowego w czasie II wojny światowej, kawaler Orderu Virtuti Militari[352]
  - Jorge Wagensberg – hiszpański pisarz i muzeolog[353]
  - Grażyna Wojtczak – polska aktorka i animatorka kultury[354]
- 2 marca
  - Jesús López Cobos – hiszpański dyrygent[355]
  - Gillo Dorfles – włoski malarz i krytyk sztuki[356]
  - Ota Filip – czeski pisarz[357]
  - Józef Kiełbania – polski kierowca wyścigowy[358]
  - Bolesław Kowalski – polski uczestnik II wojny światowej, pułkownik WP, działacz kombatancki[359]
  - Kazimierz Matuszewski – polski działacz kombatancki, major WP[360]
  - Marcel Philippot – francuski aktor komediowy[361]
  - Ryszard Podlewski – polski dziennikarz i publicysta[362]
  - Ronnie Prophet – kanadyjsko-amerykański muzyk country[363]
  - Carlo Ripa di Meana – włoski ekolog, publicysta, polityk, eurodeputowany, członek Komisji Europejskiej[364]
  - Mieczysław Rosochacki – polski inżynier architekt, redaktor naczelny Przeglądu Budowlanego[365][366]
  - Sammy Stewart – amerykański baseballista[367]
- 1 marca
  - Franciszek Czudek – polski duchowny luterański, działacz społeczny i ekumeniczny[368]
  - Jean-Guy Hamelin – kanadyjski duchowny katolicki, biskup[369]
  - Diana Der Hovanessian – amerykańska poetka i tłumaczka[370]
  - Jan Izdebski – polski chemik, prof. dr hab.[371][372]
  - Anatolij Lejn – amerykański szachista[373]
  - Arabinda Muduli – indyjski muzyk i piosenkarz[374]
  - Vicente Piquer – hiszpański piłkarz[375]
  - María Rubio – meksykańska aktorka[376][377]
  - Michael Strempel – niemiecki piłkarz[378]
  - Luigi Taveri – szwajcarski motocyklista wyścigowy[379]
  - Eugenia Trojanowska-Jastrzębska – polska działaczka kombatancka[380]